# Samir Toplak
Samir Toplak (né le 23 avril 1970 en Yougoslavie) est un footballeur international croate, qui évoluait au poste de défenseur. Il est désormais entraîneur.